# Tour der neuseeländischen Rugby-Union-Nationalmannschaft nach Italien und Frankreich 1995
| Tour der All Blacks nach Italien und Frankreich 1995 | Tour der All Blacks nach Italien und Frankreich 1995 | Tour der All Blacks nach Italien und Frankreich 1995 | Tour der All Blacks nach Italien und Frankreich 1995 | Tour der All Blacks nach Italien und Frankreich 1995 |
| Übersicht                                            | S                                                    | G                                                    | U                                                    | N                                                    |
| ---------------------------------------------------- | ---------------------------------------------------- | ---------------------------------------------------- | ---------------------------------------------------- | ---------------------------------------------------- |
| Test Matches                                         | 3                                                    | 2                                                    | 0                                                    | 1                                                    |
| Sonstige Spiele                                      | 5                                                    | 5                                                    | 0                                                    | 0                                                    |
| Gesamt                                               | 8                                                    | 7                                                    | 0                                                    | 1                                                    |
|                                                      |                                                      |                                                      |                                                      |                                                      |
| Frankreich                                           | 2                                                    | 1                                                    | 0                                                    | 1                                                    |
| Italien                                              | 1                                                    | 0                                                    | 0                                                    | 1                                                    |

Die Tour der neuseeländischen Rugby-Union-Nationalmannschaft nach Italien und Frankreich 1995 umfasste eine Reihe von Freundschaftsspielen der All Blacks, der Nationalmannschaft Neuseelands in der Sportart Rugby Union. Das Team reiste im Oktober und November 1995 durch Italien und Frankreich, wobei es acht Spiele bestritt. Darunter waren ein Test Match gegen die italienische und zwei Test Matches gegen die französische Nationalmannschaft. Ihre einzige Niederlage mussten die Neuseeländer in der ersten Begegnung mit Frankreich hinnehmen.

## Spielplan
- Hintergrundfarbe grün = Sieg
- Hintergrundfarbe rot = Niederlage

(Test Matches sind grau unterlegt; Ergebnisse aus der Sicht Neuseelands)
| # | Datum             | Gegner                             | Ort      | Stadion                    | Ergebnis |
| - | ----------------- | ---------------------------------- | -------- | -------------------------- | -------- |
| 1 | 25. Oktober 1995  | Italien A                          | Catania  | Stadio Santa Maria Goretti | 51:21    |
| 2 | 28. Oktober 1995  | Italien                            | Bologna  | Stadio Renato Dall’Ara     | 70:6     |
| 3 | 01. November 1995 | Barbarians français                | Toulon   | Stade Mayol                | 34:19    |
| 4 | 04. November 1995 | Sélection de Languedoc-Roussillon  | Béziers  | Stade de la Méditerranée   | 30:9     |
| 5 | 07. November 1995 | Sélection de la Côte Basque–Landes | Bayonne  | Stade Jean-Dauger          | 47:20    |
| 6 | 11. November 1995 | Frankreich                         | Toulouse | Stadium Municipal          | 15:22    |
| 7 | 14. November 1995 | Sélection français                 | Nancy    | Stade Marcel-Picot         | 55:17    |
| 8 | 18. November 1995 | Frankreich                         | Paris    | Parc des Princes           | 37:12    |

## Test Matches
| 28. November 1995 | Italien                 | 6 : 70         | Neuseeland | Stadio Renato Dall’Ara, Bologna Zuschauer: 28.000 Schiedsrichter: George Gadjovich (Kanada) |
| 28. November 1995 | Straftritte: Bonomi (2) | (6:20) Bericht | Versuche: Z. Brooke Fitzpatrick I. Jones M. Jones Little (2) Lomu (2) Rush Wilson Erhöhungen: Culhane (7) Straftritte: Culhane (2) | Stadio Renato Dall’Ara, Bologna Zuschauer: 28.000 Schiedsrichter: George Gadjovich (Kanada) |

Aufstellungen:
- Italien: Massimo Bonomi, Stefano Bordon, Carlo Checchinato, Massimo Cuttitta , Ivan Francescato, Mark Giacheri, Massimo Giovanelli, Francesco Mazzariol, Carlo Orlandi, Pierpaolo Pedroni, Franco Properzi-Curti, Massimo Ravazzolo, Andrea Sgorlon, Alessandro Troncon, Paolo Vaccari 
 Auswechselspieler: Orazio Arancio, Gabriel Filizzola, Matteo Piovene
- Neuseeland: Robin Brooke, Zinzan Brooke, Olo Brown, Frank Bunce, Simon Culhane, Craig Dowd, Sean Fitzpatrick , Stuart Forster, Ian Jones, Michael Jones, Blair Larsen, Walter Little, Jonah Lomu, Eric Rush, Jeff Wilson

| 11. November 1995 | Frankreich                                                                                  | 22 : 15        | Neuseeland               | Stadium Municipal, Toulouse Zuschauer: 25.965 Schiedsrichter: Peter Marshall (Australien) |
| 11. November 1995 | Versuche: Dourthe Sadourny Saint-André Erhöhungen: Castaignède (2) Straftritte: Castaignède | (17:3) Bericht | Straftritte: Culhane (5) | Stadium Municipal, Toulouse Zuschauer: 25.965 Schiedsrichter: Peter Marshall (Australien) |

Aufstellungen:
- Frankreich: Abdelatif Benazzi, Philippe Benetton, Laurent Bénézech, Christian Califano, Philippe Carbonneau, Alain Carminati, Thomas Castaignède, Marc de Rougemont, Richard Dourthe, Olivier Merle, Émile Ntamack, Fabien Pelous, Alain Penaud, Jean-Luc Sadourny, Philippe Saint-André  
 Auswechselspieler: David Berty
- Neuseeland: Robin Brooke, Zinzan Brooke, Olo Brown, Frank Bunce, Simon Culhane, Craig Dowd, Sean Fitzpatrick , Stuart Forster, Ian Jones, Michael Jones, Blair Larsen, Walter Little, Jonah Lomu, Eric Rush, Jeff Wilson 
 Auswechselspieler: Glen Osborne

| 18. November 1995 | Frankreich                                        | 12 : 37        | Neuseeland                                                                        | Parc des Princes, Paris Zuschauer: 48.149 Schiedsrichter: Peter Marshall (Australien) |
| 18. November 1995 | Versuche: Saint-André (2) Erhöhungen: Castaignède | (5:20) Bericht | Versuche: I. Jones Lomu Osborne Rush Erhöhungen: Culhane Straftritte: Culhane (5) | Parc des Princes, Paris Zuschauer: 48.149 Schiedsrichter: Peter Marshall (Australien) |

Aufstellungen:
- Frankreich: Abdelatif Benazzi, Philippe Benetton, Laurent Bénézech, Christian Califano, Alain Carminati, Philippe Carbonneau, Thomas Castaignède, Marc de Rougemont, Richard Dourthe, Olivier Merle, Émile Ntamack, Fabien Pelous, Alain Penaud, Jean-Luc Sadourny, Philippe Saint-André  
 Auswechselspieler: Stéphane Graou, Marc Lièvremont
- Neuseeland: Liam Barry, Robin Brooke, Zinzan Brooke, Olo Brown, Frank Bunce, Simon Culhane, Craig Dowd, Sean Fitzpatrick , Ian Jones, Michael Jones, Walter Little, Jonah Lomu, Justin Marshall, Glen Osborne, Eric Rush 
 Auswechselspieler: Richard Loe